# LES-1
Lincoln Experimental Satellite 1, abbreviato LES-1, è un satellite per telecomunicazioni statunitense, il primo dei nove del programma Lincoln Experimental Satellite del Lincoln Laboratory del Massachusetts Institute of Technology. Il suo scopo era di testare alcune tecnologie da impiegare in ambito militare, tra cui un nuovo trasmettitore a stato solido per telecomunicazioni in SHF (7-8 GHz).
È stato lanciato dalla United States Air Force l'11 febbraio 1965 con un vettore Titan IIIA dalla Cape Canaveral Air Force Station. Il lanciatore rilasciò il satellite nell'orbita prevista, ma il propulsore a bordo, che avrebbe dovuto effettuare una manovra orbitale per porre il LES-1 nell'orbita finale, non si accese probabilmente per un errore nei collegamenti elettrici e il satellite rimase bloccato in un'orbita più bassa del previsto. Inoltre finì in una rotazione incontrollata che rese impossibili gli esperimenti previsti con i sistemi di telecomunicazione, così due anni dopo fu disattivato.
45 anni dopo, il satellite ricominciò autonomamente a trasmettere segnali radio. I segnali furono ricevuti dal radioamatore Phil Williams (nominativo G3YPQ) nella Cornovaglia Settentrionale il 18 dicembre 2012 e successivamente da Flávio A. B. Archangelo (PY2ZX) in Brasile il 22 dicembre e Matthias Bopp (DD1US) in Germania il 27 dicembre. Il satellite trasmette sulla frequenza di 237 MHz utilizzando un trasmettitore UHF solamente quando i pannelli solari sono direttamente esposti alla luce del sole; poiché il satellite ruota in maniera incontrollata ogni 4 secondi, le trasmissioni hanno quindi un andamento fluttuante. La spiegazione più probabile è che un corto circuito nel sistema elettrico abbia creato un collegamento diretto tra i pannelli solari e il trasmettitore.